# Maxime d'Évreux
Pour les articles homonymes, voir Maxime et Saint Maxime.
Maxime d’Évreux (IVe siècle), surnommé localement saint Mauxe, est appelé en latin Sanctus Maximus. Il est mort martyr à Acquigny avec son diacre Vénérand. Il est fêté le 25 mai.

## Hagiographie
En 1035, Roger Ier de Tosny donne à l'abbaye de Conches-en-Ouche la chapelle et divers biens pour fonder un prieuré.
Dans le parc du château d'Acquigny figurent les vestiges d'un portail du XIVe siècle : le prieuré a été détruit pendant la guerre de Cent Ans et reconstruit à partir de 1450. Il est à nouveau ruiné mais cette fois seule la chapelle sera réédifiée à partir de 1752. Elle est visible au milieu du cimetière d'Acquigny mais elle ne comporte plus aucun vestige.

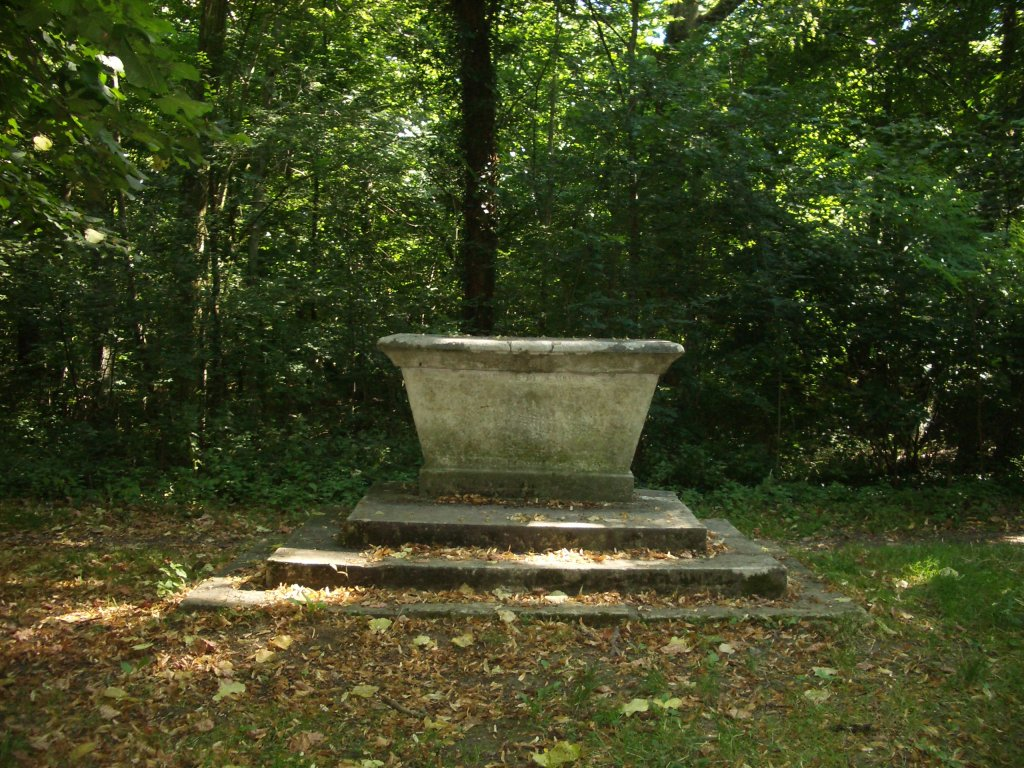
Cénotaphe de saint Mauxe dans la forêt de Vernon

Dans la forêt de Bizy, à Vernon, on peut voir le tombeau supposé de saint Mauxe. Il porte, sauf erreur, la mention : « Ce monument de piété a été restauré par la duchesse d'Orléans. 1816 ». On distingue, sur sa face sud, une incrustation figurant le saint homme gisant avec sa crosse d'évêque.
Une statue en bois doré du XVIIIe siècle représentant l'évêque se trouve dans la collégiale Notre-Dame de Vernon. Les reliques de saint Mauxe y ont été en effet longtemps vénérées.

## Vénération
Au début du XXe siècle, une procession des bustes de saint Mauxe et de saint Vénérand, accompagnés des reliques, se déroulait à Acquigny.
La procession se déroulait au lieu-dit « le champ des martyrs » où un autel, fabriqué avec trois pierres surmontées d'une croix, y avait été dressé. Les pèlerins parcouraient environ deux kilomètres au départ l'église d'Acquigny. Arrivés devant le sanctuaire en plein air, les porteurs élevaient les châsses au niveau de leurs épaules, et les fidèles passaient dessous. Ensuite, les châsses étaient déposées sur l'autel.
La tradition voulait que les enfants qui avaient des difficultés pour marcher passent sous les châsses, mais aussi les rhumatisants ainsi que les fiancés pour avoir une heureuse vie de couple.

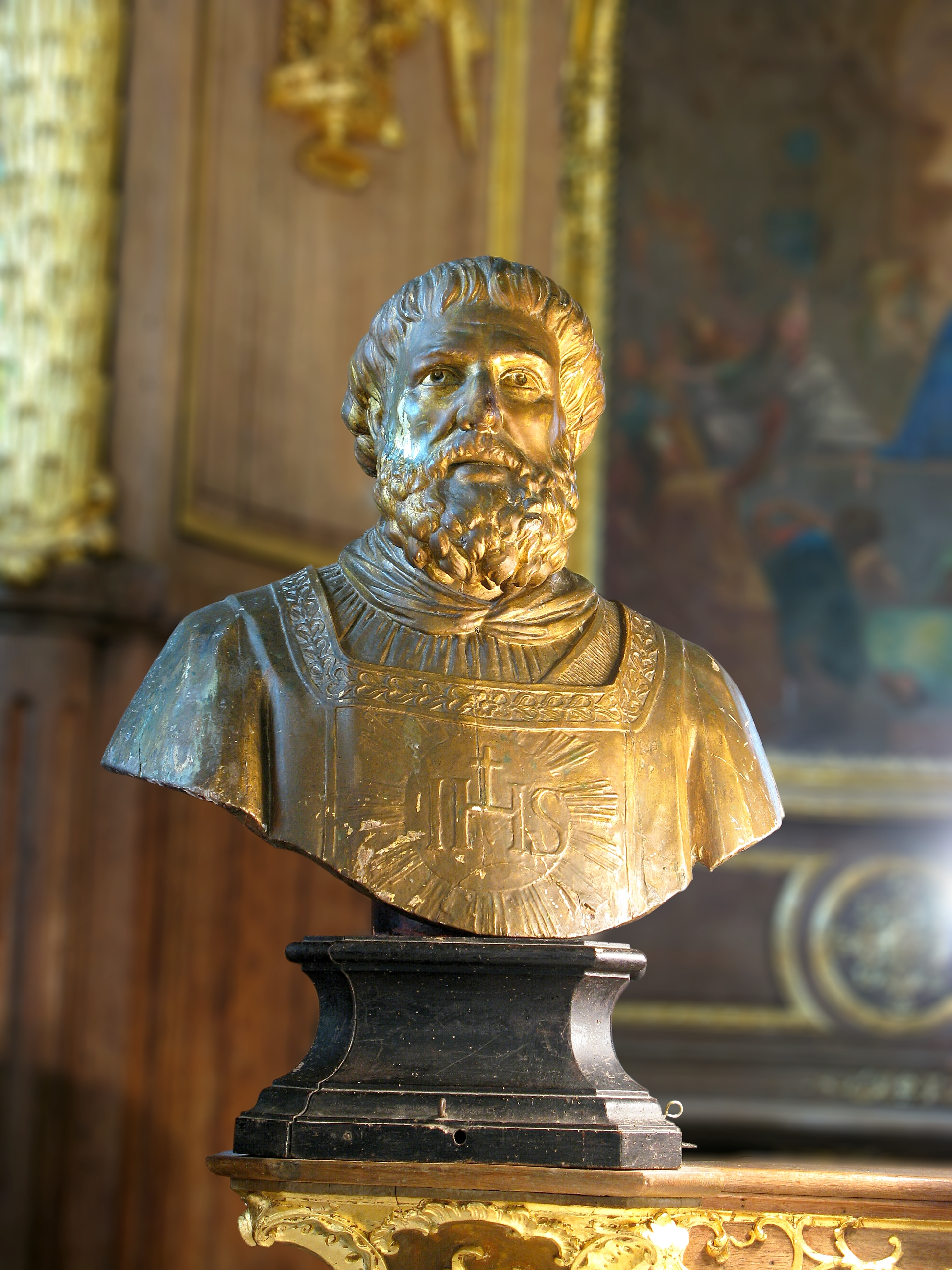
Buste reliquaire de saint Vénérand ayant participé à la procession.
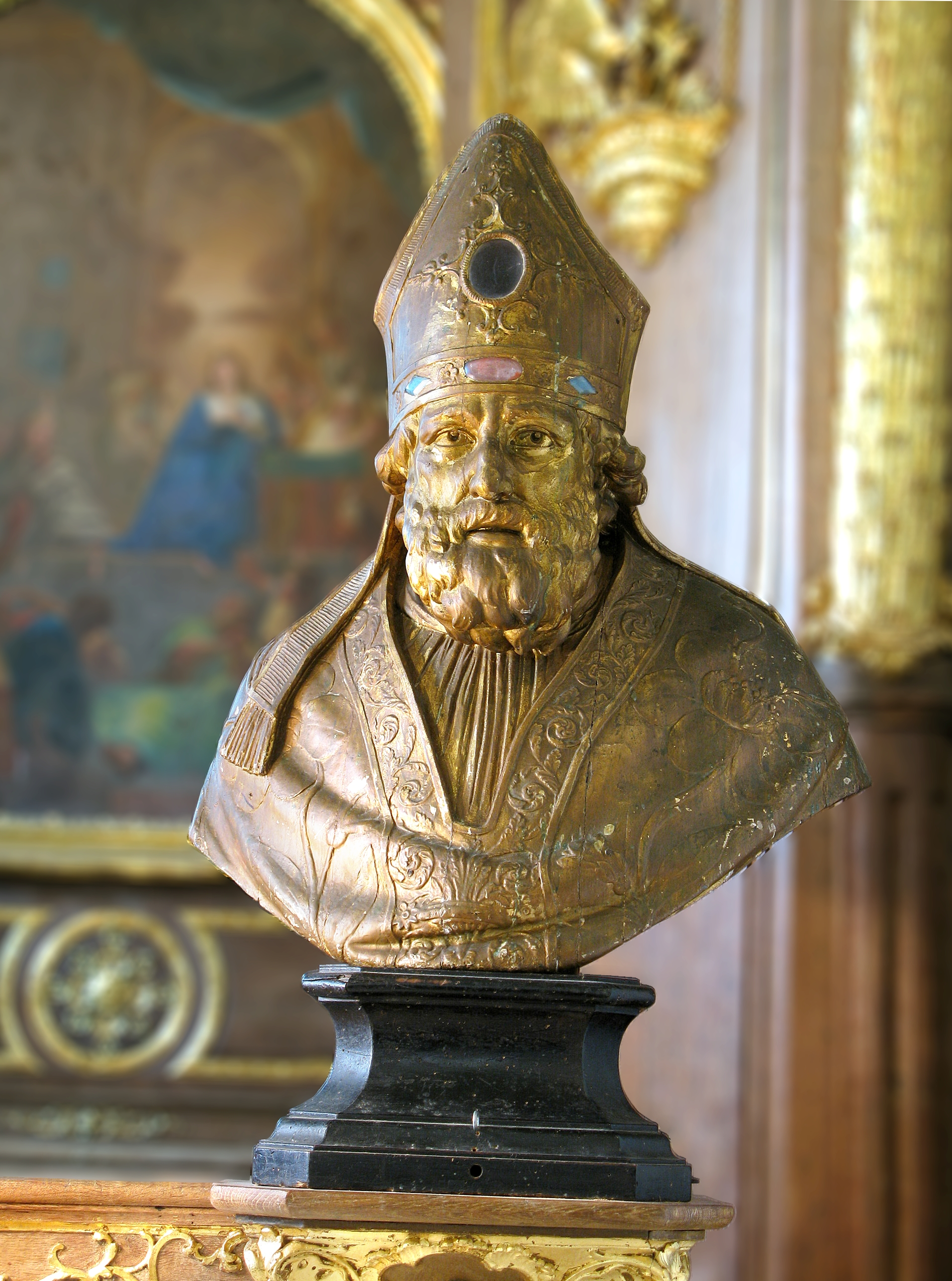
Buste reliquaire de saint Mauxe ayant participé à la procession.
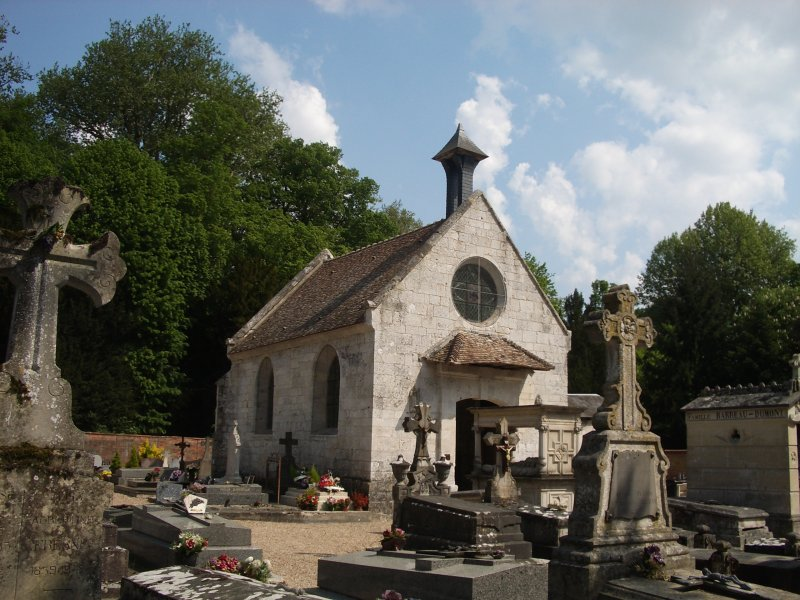
Chapelle du cimetière d'Acquigny.

## Source
- Fêtes et célébrations religieuses d'antan - Lebrette et Guénet - Presses de la Renaissance - 2007 -  (ISBN 978-2-7509-0352-7)